# 普雷迪格茨圖爾山 (皇帝山脈)

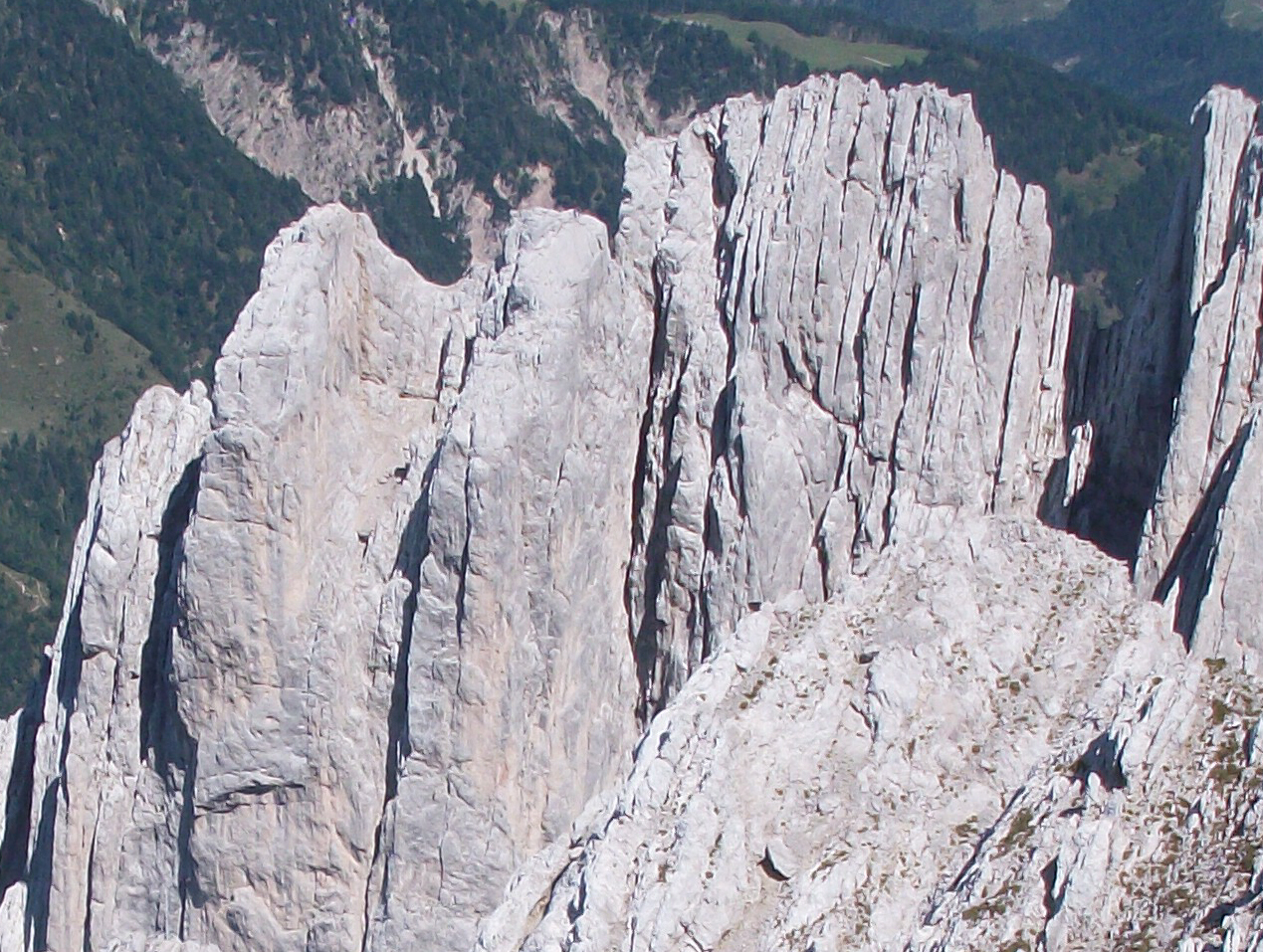

47°34′15″N 12°19′19″E / 47.57083°N 12.32194°E
普雷迪格茨圖爾山（德語：Predigtstuhl），是奧地利的山峰，位於該國西部，由蒂羅爾州負責管轄，屬於皇帝山脈的一部分，距離戈因格哈爾特山0.1公里，海拔高度2,116米。